# تیراندازی با کمان در المپیک تابستانی ۲۰۲۴
تیراندازی با کمان یکی از ورزش‌های المپیک تابستانی ۲۰۲۴ است که از ۲۵ ژوئیه تا ۴ اوت برگزار شده است.
این مسابقات در سه بخش مردان، زنان و مختلط انجام شده.

## نتایج

### جدول مدال‌ها
*   کشور میزبان (فرانسه)
| رتبه          | NOC                 | طلا | نقره | برنز | مجموع |
| ------------- | ------------------- | --- | ---- | ---- | ----- |
| ۱             | کره جنوبی           | ۵   | ۱    | ۱    | ۷     |
| ۲             | ایالات متحده آمریکا | ۰   | ۱    | ۱    | ۲     |
| ۲             | فرانسه*             | ۰   | ۱    | ۱    | ۲     |
| ۴             | آلمان               | ۰   | ۱    | ۰    | ۱     |
| ۴             | چین                 | ۰   | ۱    | ۰    | ۱     |
| ۶             | ترکیه               | ۰   | ۰    | ۱    | ۱     |
| ۶             | مکزیک               | ۰   | ۰    | ۱    | ۱     |
| مجموع (۷ NOC) | مجموع (۷ NOC)       | ۵   | ۵    | ۵    | ۱۵    |

### مدال‌آوران
| رویداد        | طلا                                                  | نقره                                               | برنز                                                     |
| انفرادی مردان | کیم وو جین · کره جنوبی                               | بریدی الیسون · ایالات متحده آمریکا                 | لی وو سوک · کره جنوبی                                    |
| تیمی مردان    | کره جنوبی · کیم جه-دوک · کیم وو جین · لی وو سوک      | فرانسه · بپتیس آدیس · توما شیرو · ژان-شارل والادون | ترکیه · مته گازوز · برکیم تومر · عبدالله ییلدیرمیش       |
| انفرادی زنان  | لیم شی هیون · کره جنوبی                              | نام سو هیون · کره جنوبی                            | لیزا بربولان · فرانسه                                    |
| تیمی زنان     | کره جنوبی · جون هون یونگ · لیم شی هیون · نام سو هیون | چین · آن چی‌شوان · لی جیامان · یانگ شیائولی         | مکزیک · آنخلا رویس · آلخاندرا والنسیا · آنا پائولا واسکس |
| مختلط تیمی    | کره جنوبی · کیم وو جین · لیم شی هیون                 | آلمان · فلوریان اونرو · میشل کراپن                 | ایالات متحده آمریکا · بریدی الیسون · کیسی کافولد         |

## کشورهای شرکت‌کننده
- آرژانتین (۱)
- استرالیا (۲)
- اتریش (۱)
- جمهوری آذربایجان (۱)
- بنگلادش (۱)
- بوتان (۱)
- برزیل (۲)
- کانادا (۲)
- چاد (۱)
- شیلی (۱)
- چین (۶)
- چین تایپه (۶)
- کلمبیا (۴)
- کوبا (۱)
- جمهوری چک (۲)
- دانمارک (۱)
- مصر (۲)
- السالوادور (۱)
- استونی (۱)
- فنلاند (۱)
- فرانسه (۶)
- آلمان (۴)
- بریتانیای کبیر (۶)
- گینه (۱)
- هند (۶)
- اندونزی (۴)
- ایران (۱)
- اسرائیل (۲)
- ایتالیا (۴)
- ژاپن (۴)
- قزاقستان (۳)
- لوکزامبورگ (۱)
- مالزی (۳)
- مکزیک (۶)
- مولداوی (۲)
- مغولستان (۱)
- هلند (۴)
- لهستان (۱)
- پورتوریکو (۱)
- رومانی (۱)
- سان مارینو (۱)
- اسلواکی (۱)
- اسلوونی (۲)
- آفریقای جنوبی (۱)
- کره جنوبی (۶)
- اسپانیا (۲)
- تونس (۱)
- ترکیه (۴)
- اوکراین (۲)
- ایالات متحده آمریکا (۴)
- ازبکستان (۲)
- ویتنام (۲)
- جزایر ویرجین (۱)